# Lista odcinków serialu Drake i Josh
Tutaj znajdziesz listę odcinków serialu Drake i Josh
| Sezon | Sezon | Odcinki    | Pierwsza emisja  | Ostatnia emisja   | Pierwsza emisja  | Ostatnia emisja |
| ----- | ----- | ---------- | ---------------- | ----------------- | ---------------- | --------------- |
|       | 1     | 1–6 (6)    | 11 stycznia 2004 | 22 lutego 2004    | 10 lipca 2008    | 15 lipca 2008   |
|       | 2     | 7–20 (14)  | 14 marca 2004    | 28 listopada 2004 | 16 lipca 2008    | 4 sierpnia 2008 |
|       | 3     | 21–40 (20) | 2 kwietnia 2005  | 8 kwietnia 2006   | 24 grudnia 2008  | 8 stycznia 2009 |
|       | 4     | 41–60 (20) | 24 września 2006 | 16 września 2007  | 12 stycznia 2009 | 19 marca 2009   |

## Sezon 1
- Jest to pierwszy sezon serialu Drake i Josh
- Liczy 6 odcinków

| # | Tytuł                 | Tytuł Polski            |
| - | --------------------- | ----------------------- |
| 1 | Pilot                 | Pilot                   |
| 2 | Believe me, Brother   | Uwierz mi, Bracie       |
| 3 | Two Idiots and a Baby | Dwóch idiotów i dziecko |
| 4 | First Crush           | Pierwsza miłość         |
| 5 | Grandpa               | Babcia                  |
| 6 | Dune Buggy            | Dune Buggy              |

## Sezon 2
- Jest to drugi sezon serialu Drake i Josh
- Liczy 14 odcinków

| #       | Tytuł            | Tytuł Polski        |
| ------- | ---------------- | ------------------- |
| 7 (1)   | Guitar           | Gitara              |
| 8 (2)   | The Bet          | Zakład              |
| 9 (3)   | Movie Job        | Praca w Kinie       |
| 10 (4)  | Pool Shark       | Rekin Bilardowy     |
| 11 (5)  | Football         | Futbol              |
| 12 (6)  | Little Diva      | Mała Diva           |
| 13 (7)  | Smart Girl       | Mądra Dziewczyna    |
| 14 (8)  | Mean Teacher     | Złośliwy Nauczyciel |
| 15 (9)  | Drew & Jerry     | Drew i Jerry        |
| 16 (10) | The Gary Grill   | Grill Gary’ego      |
| 17 (11) | Number 1 Fan     | Fan Numer 1         |
| 18 (12) | Honor Council    | Rada Honorowa       |
| 19 (13) | Driver’s License | Prawo Jazdy         |
| 20 (14) | Blues Brothers   | Blues Brothers      |

## Sezon 3
- Jest to trzeci odcinek serialu Drake i Josh
- Ten sezon liczy 20 odcinków

| #       | Tytuł                              | Tytuł Polski                             |
| ------- | ---------------------------------- | ---------------------------------------- |
| 21 (1)  | Peruvian Puff Pepper               | Peruwiańska Papryczka                    |
| 22 (2)  | We’re married?                     | Jesteśmy małżeństwem?                    |
| 23 (3)  | Mindy’s Back                       | Powrót Mindy                             |
| 24 (4)  | The Affair                         | Romans                                   |
| 25 (5)  | The Drake and Josh Inn             | Pensjonat u Drake’a i Josha              |
| 26 (6)  | Playing the Field                  | Gra zazdrości                            |
| 27 (7)  | Helen’s Surgery                    | Operacja Helen                           |
| 28 (8)  | Foam Finger                        | Palec z Pianki                           |
| 29 (9)  | Paging Dr. Drake                   | Doktor Drake                             |
| 30 (10) | Sheep Thrills                      | Owca                                     |
| 31 (11) | Girl Power                         | Dziewczyny górą                          |
| 32 (12) | Little Sibling                     | Podopieczny                              |
| 33 (13) | Megan’s New Teacher                | Nowy Nauczyciel Megan                    |
| 34 (14) | Alien Invasion                     | Inwazja Obcych                           |
| 35 (15) | The Demonator                      | Demonator                                |
| 36 (16) | Theather Thug                      | Kinowy Zbir                              |
| 37 (17) | Dr. Phyllis Show                   | Doktor Phyllis                           |
| 38 (18) | Drake & Josh Go Hollywood (part 1) | Drake i Josh jadą do Hollywood (część 1) |
| 39 (19) | Drake & Josh Go Hollywood (part 2) | Drake i Josh jadą do Hollywood (część 2) |
| 40 (20) | Drake & Josh Go Hollywood (part 3) | Drake i Josh jadą do Hollywood (część 3) |

## Sezon 4
- Jest to czwarty sezon serialu Drake i Josh
- Liczy on 20 odcinków

| #       | Tytuł                                   | Tytuł Polski                                   |
| ------- | --------------------------------------- | ---------------------------------------------- |
| 41 (1)  | Megan’s Revenge                         | Zemsta Megan                                   |
| 42 (2)  | Vicious Tiberius                        | Krwiożerczy Tyberiusz                          |
| 43 (3)  | Mindy Loves Josh                        | Mindy Kocha Josha                              |
| 44 (4)  | The Great Doheny                        | Wielki Doheny                                  |
| 45 (5)  | Josh Runs into Oprah                    | Przejechana Oprah                              |
| 46 (6)  | My Dinner with Bobo                     | Moja kolacja z Bobo                            |
| 47 (7)  | I Love Sushi                            | Kocham Sushi                                   |
| 48 (8)  | Tree House                              | Domek na Drzewie                               |
| 49 (9)  | Who’s Got Game?                         | Kto Wygrał?                                    |
| 50 (10) | Helicopter                              | Helikopter                                     |
| 51 (11) | The Storm                               | Burza                                          |
| 52 (12) | The Wedding                             | Ślub                                           |
| 53 (13) | Dance Contest                           | Konkurs Tańca                                  |
| 54 (14) | Steered Straight                        | Wyprostowani                                   |
| 55 (15) | Josh Is Done                            | Josh ma dość                                   |
| 56 (16) | Battle of Panthatar                     | Bitwa o Panthatar                              |
| 57 (17) | Eric Punches Drake                      | Znokautowany Drake                             |
| 58 (18) | Megan’s First Kiss                      | Pierwszy Pocałunek Megan                       |
| 59 (19) | Drake & Josh: Realy Big Shrimp (part 1) | Drake i Josh: Naprawdę Duża Krewetka (część 1) |
| 60 (20) | Drake & Josh: Realy Big Shrimp (part 2) | Drake i Josh: Naprawdę Duża Krewetka (część 2) |

## Film
- Premiera filmu odbyła się 24 grudnia 2012 roku na kanale Nickelodeon Polska.

| #  | Tytuł                         | Tytuł Polski                 |
| -- | ----------------------------- | ---------------------------- |
| F1 | Merry Christmas, Drake & Josh | Wesołych Świąt, Drake i Josh |